# Iemand als jij
Iemand als jij is een nummer van Barbara Dex. Het was tevens het nummer waarmee ze België vertegenwoordigde op het Eurovisiesongfestival 1993 in de Ierse stad Millstreet. Daar werd ze uiteindelijk teleurstellend laatste, met amper drie punten. Door dit resultaat was België verplicht in 1994 thuis te blijven, voor het eerst in de geschiedenis van het festival.

## Resultaat
| Plaats | Land       | Artiest            | Titel                      | Punten |
| ------ | ---------- | ------------------ | -------------------------- | ------ |
| 22     | Slovenië   | 1X Band            | Tih dezeven dan            | 9      |
| 22     | Denemarken | Tommy Seebach Band | Under stjernerne på himlen | 9      |
| 24     | Israël     | Lahakat Shiru      | Shiru                      | 4      |
| 25     | België     | Barbara Dex        | Iemand als jij             | 3      |